# Buddies
Buddies é um filme de drama americano de 1985. Foi o primeiro filme a tratar da pandemia da AIDS, precedendo o telefilme An Early Frost (também lançado em 1985). Dirigido por Arthur J. Bressan Jr., que morreu de complicações de AIDS dois anos após o lançamento do filme, o filme segue um homem gay de Nova Iorque em um relacionamento monogâmico tornando-se um "companheiro" ou amigo voluntário de outro homem gay que está morrendo de AIDS e da amizade que se desenvolve. O filme é estrelado por Geoff Edholm, David Schachter, Billy Lux e David Rose.

## Elenco
- Geoff Edholm como Robert Willow
- David Schachter como David Bennett
- Damon Hairston como instrutor de ginástica
- Joyce Korn como Lynn
- Billy Lux como Edward
- David Rose como Steve
- Libby Saines como Sra. Bennett
- Susan Schneider como Sylvia Douglas
- Tracy Vivat como enfermeira

## História
O primeiro filme de Hollywood amplamente divulgado a lidar com a pandemia do HIV/AIDS nos Estados Unidos foi Longtime Companion, em 1989. Embora as notícias sobre a pandemia tenham começado a aparecer no The New York Times já em 1981, o facto de muitas das primeiras as vítimas eram homens gays ou bissexuais contribuíram para a resposta de Hollywood e da sociedade. O tabu de longa data em Hollywood sobre a representação da homossexualidade desempenhou um grande papel na recusa da indústria em lidar cinematicamente com a pandemia, quando esta foi inicialmente tratada como uma “doença gay”. O livro The Celluloid Closet de Vito Russo, e sua adaptação documental para o cinema de 1995, contam a história daquela época.
Em resposta à pandemia e à hipocrisia de Hollywood, Bressan escreveu e dirigiu o filme Buddies em 1985, e foi exibido em vários cinemas urbanos de arte.
Uma restauração 2K foi lançada em 2018 em DVD. As exibições foram realizadas no Castro Theatre de São Francisco (onde estreou em 1985) em 21 de junho de 2018, e no Quad Cinema de Nova Iorque a partir de 22 de junho de 2018.